# Реал Мадрид Балонсесто
Реал Мадрид Баскетбол (на испански: Real Madrid Baloncesto) е испански баскетболен отбор, основан през 1931 г. Реал е най-успешният отбор в испанския и европейски баскетбол, като има 35 титли на страната, 28 национални купи и е печелил 10 пъти Евролигата.

## История
Клубът е създаден през 1931 г. До 1957 г. Испания няма първенство по баскетбол и се провежда само Купата на краля. В този период Реал печели Купата 4 пъти – през 1951, 1952, 1954 и 1956 г. Също става първия шампион на страната, печелейки титлата през 1957 г. През 60-те години „кралският клуб“ под ръководството на Педро Фернандес доминира на местната (7 поредни титли) и европейската сцена (4 победи в Купата на европейските шампиони и 3 изгубени финала). Звездите на тима по това време са натурализираните американци Уейн Брабендър и Клифорд Люк.
Между 1970 и 1975 г. Реал печели пет поредни златни дубъла (шампионската титла и Купата на краля), както и КЕШ през 1973/74. През 1978 и 1980 г. са спечелени още две Купи на европейските шампиони, а през 1984 г. и 1989 г. – Купата на носителите на купи. В средата и края на 80-те Реал не успява да спечели нито една шампионска титла и вдига трофея отново чак през 1993 г. Сезон 1994/95 носи осмата в историята Купа на европейските шампиони – успех, който Реал ще постигне отново 20-години по-късно, когато турнирът вече се казва Евролига. През сезон 2017/18 Реал печели Евролигата за десети път в историята си.
За тима са играли баскетболисти като Фернандо Мартин, Хосе Бирюков, Емилиано Родригес, Дражен Петрович, Арвидас Сабонис, Деян Бодирога, а в по-новата история Фелипе Рейес (дългогодишен капитан на отбора, първият играч с 1000 мача за Реал), Никола Миротич, Лука Дончич, Серж Ибака. След като Фернандо Мартин загива в автомобилна катастрофа на 3 декември 1989 г., неговият номер 10 е изваден от употреба.

## Състав
| №        |         | Играч                | Позиция            | Ръст    | Тегло   |
| Гардове  | Гардове | Гардове              | Гардове            | Гардове | Гардове |
| -------- | ------- | -------------------- | ------------------ | ------- | ------- |
| 12       |         | Карлос Алосен        | Пойнт гард         | 194 cm. | 85 kg   |
| 23       |         | Серхио Люл (капитан) | Пойнт гард         | 191 cm. | 93 kg   |
| 13       |         | Серхио Родригес      | Пойнт гард         | 191 cm. | 83 kg.  |
| 0        |         | Найджъл Уилямс-Госс  | Шутинг гард        | 191 cm  | 86 kg   |
| 1        |         | Фабиен Калсеур       | Шутинг гард        | 195 cm  | 91 kg   |
| 7        |         | Уго Гонсалес         | Шутинг гард        | 193 cm  |         |
| Крила    |         |                      |                    |         |         |
| 6        |         | Алберто Абалде       | Леко крило         | 202 cm  | 93 kg   |
| 5        |         | Руди Фернандес       | Леко крило         | 196 cm  | 84 kg   |
| 8        |         | Адам Ханга           | Леко крило         | 200 cm  | 96 kg   |
| 14       |         | Габриел Дек          | Тежко крило        | 199 cm  | 105 kg  |
| 31       |         | Дражен Муса          | Леко крило         | 205 cm  | 101 kg  |
| 3        |         | Антъни Рандолф       | Тежко крило        | 211 cm  | 104 kg  |
| 11       |         | Марио Хезоня         | Тежко крило        | 203 cm  | 110 kg  |
| 28       |         | Гершон Ябуселе       | Тежко крило        | 201 cm  | 123 kg  |
| 11       | /       | Ели Н'диа            | Тежко крило        | 204 cm  | 83 kg   |
| Центрове |         |                      |                    |         |         |
| 21       |         | Петр Корнели         | Център/Тежко крило | 211 cm. | 108 kg. |
| 22       |         | Еди Таварес          | Център             | 221 cm  | 120 kg  |
| 17       |         | Венсан Поарие        | Център             | 213 cm  | 110 kg  |

## Успехи
- АСБ Лига - 1957, 1958, 1959–60, 1960–61, 1961–62, 1962–63, 1963–64, 1964–65, 1965–66, 1967–68, 1968–69, 1969–70, 1970–71, 1971–72, 1972–73, 1973–74, 1974–75, 1975–76, 1976–77, 1978–79, 1979–80, 1981–82, 1983–84, 1984–85, 1985–86, 1992–93, 1993–94, 1999–2000, 2004–05, 2006–07, 2012–13, 2014–15, 2015–16, 2017–18, 2018–19
- Купа на краля - 1951, 1952, 1954, 1956, 1957, 1960, 1961, 1962, 1965, 1966, 1967, 1970, 1971, 1972, 1973, 1974, 1975, 1977, 1985, 1986, 1989, 1993, 2012, 2014, 2015, 2016, 2017, 2020
- Суперкупа на Испания - 1984–85, 2012, 2013, 2014, 2018, 2019, 2020
- КЕШ/Евролига - 1963–64, 1964–65, 1966–67, 1967–68, 1973–74, 1977–78, 1979–80, 1994–95, 2014–15, 2017–18
- Купа Сапорта - 1983–84, 1988–89, 1991–92, 1996–97
- Купа Корач - 1987-88
- Еврокъп - 2006-07
- Междуконтинентална купа - 1976, 1977, 1978, 1981, 2015
- Латинска купа - 1953

## Известни баскетболисти
- / Уейн Брабендър
- / Клифорд Люк
- Емилиано Родригес
- Валтер Счербяк
- Хуан Антонио Корбалан
- / Хосе Бирюков
- Лари Спригс
- Рафаел Руян
- Фернандо Ромей
- Фернандо Мартин
- Дражен Петрович
- Арвидас Сабонис
- Деян Бодирога
- Микаел Желабел
- Филип Виденов
- Фелипе Рейес
- Серхио Родригес
- Серхио Люл
- Руди Фернандес
- Серж Ибака
- Никола Миротич
- Анте Томич
- Лука Дончич
- Андрес Носиони
- Густаво Айон